# Yanga, Veracruz
Yanga là một đô thị thuộc bang Veracruz, México. Năm 2005, dân số của đô thị này là 15547 người.